# خرفة (حالمين)

تعديل مصدري - تعديل

خرفة هي إحدى قرى عزلة حبيل الريدة بمديرية حالمين التابعة لمحافظة لحج، بلغ تعداد سكانها 66 نسمة حسب تعداد اليمن لعام 2004.